# Животворящ източник (Фурка)
„Света Богородица Животворящ източник“, известна като „Света Богородица Мавруца“ (на гръцки: Ζωοδόχου Πηγής, Παναγίας Μαυρούτσα), е късносредновековна православна църква, разположена в село Фурка на полуостров Касандра.
Църквата е разположена северозападно от селото и е от същия период като другата средновековна църква на Фурка „Свети Атанасий“ – XVI век и също е изписана. В 1821 година е опожарена по време на Гръцкото въстание, като една възрастна жена спасява иконата на Богородица. От оригиналните стенописи са оцелели много малко. Храмът е възстановен.